# Douces Illusions
Ne doit pas être confondu avec La Douce Illusion.
Douces Illusions est une anthologie française, publiée en 1978, regroupant douze nouvelles de science-fiction écrites par Robert Sheckley, dont dix avaient été publiées entre 1953 et 1959.
L'anthologie ne correspond pas à un recueil déjà paru aux États-Unis. Il s'agit d'un recueil inédit de nouvelles, édité pour le public francophone et en particulier pour les lecteurs français.
L'illustration de la page de couverture est réalisée par Wojtek Siudmak.

## Publications
Le recueil a été publié aux éditions Calmann-Lévy, collection Les Chefs-d'œuvre de la science-fiction, Dimensions SF no 33  (ISBN 2-7021-0256-5) en 1978.
Il a aussi été publié aux éditions Pocket, collection Science-fiction en 1987 sous le no 5273  (ISBN 2-266-02069-2).

## Liste des nouvelles
Les items « Situation dans le recueil » correspondent à la publication de l'édition Calmann-Lévy en 1978.

### Au bazar des mondes
- Titre original : The Store of the Worlds, ou The World of Heart's Desire
- Publication : septembre 1959 dans Playboy.
- Situation dans le recueil : p. 13 à 22.

### Citoyen de l'espace
- Titre original : Citizen in Space, ou Spy Story
- Publication : septembre 1955 dans Playboy.
- Situation dans le recueil : p. 23 à 38.

### La pêche est ouverte
- Titre original : Fishing Season
- Publication : Août 1953 dans Thrilling Wonder Stories.
- Situation dans le recueil : p. 39 à 57.

### Propriété privée
- Titre original : Restricted Area
- Publication : Juin-juillet 1953 dans Amazing Stories.
- Situation dans le recueil : p. 59 à 81.

### Bienvenue au cauchemar classique
- Titre original : Welcome to the Standard Nightmare
- Publication : 1973
- Situation dans le recueil : p. 83 à 102.

### L'Arme absolue
- Titre original : The Last Weapon
- Publication : Février 1953 dans Star Science Fiction Stories, anthologie composée par Frederik Pohl, éd. Ballantine Books.
- Situation dans le recueil : p. 103 à 114.

### Échec et mat à mort
- Titre original : Fool's Mate
- Publication : mars 1953 dans Astounding Science Fiction.
- Situation dans le recueil : p. 115 à 133.

### Immunité diplomatique
- Titre original : Diplomatic Immunity
- Publication : 1953 dans Galaxy Science Fiction.
- Situation dans le recueil : p. 135 à 160.

### Les Démons
- Titre original : The Demons
- Publication : Mars 1953 dans Fantasy Magazine.
- Situation dans le recueil : p. 161 à 174.

### Rituel
- Titre original : Ritual
- Publication : 1953 dans Climax.
- Situation dans le recueil : p. 175 à 187.

### Potentiel
- Titre original : Potential
- Publication : novembre 1953 dans Astounding Science Fiction.
- Situation dans le recueil : p. 189 à 209.

### En un pays aux couleurs claires
- Titre original : In a Land of Clear Colours
- Publication : 1976, dans le recueil New Constellations
- Situation dans le recueil : p. 211 à 267.